# Monte Basòdino
Le Monte Basòdino est un sommet du massif des Alpes lépontines à 3 273 ou 3 275 m d'altitude, à cheval entre la Suisse (Tessin) et l'Italie (Piémont).
Il se situe plus précisément dans les Alpes tessinoises (partie occidentale des Alpes lépontines, à l'est du col du Saint-Gothard).